# Муккендорф-Випфинг
Муккендорф-Випфинг (нем. Muckendorf-Wipfing) — коммуна (нем. Gemeinde) в Австрии, в федеральной земле Нижняя Австрия. 
Входит в состав округа Тульн.  Население составляет 1062 человека (на 31 декабря 2005 года). Занимает площадь 6,27 км². Официальный код  —  32143.

## Политическая ситуация
Бургомистр коммуны — Херман Грюссингер (WMW) по результатам выборов 2005 года.
Совет представителей коммуны (нем. Gemeinderat) состоит из 15 мест.
- местный список: 10 мест.
- СДПА занимает 5 мест.